# Hôtel de ville de Château-Thierry
L'hôtel de ville de Château-Thierry est situé à Château-Thierry, dans le département de l'Aisne en France.

## Historique

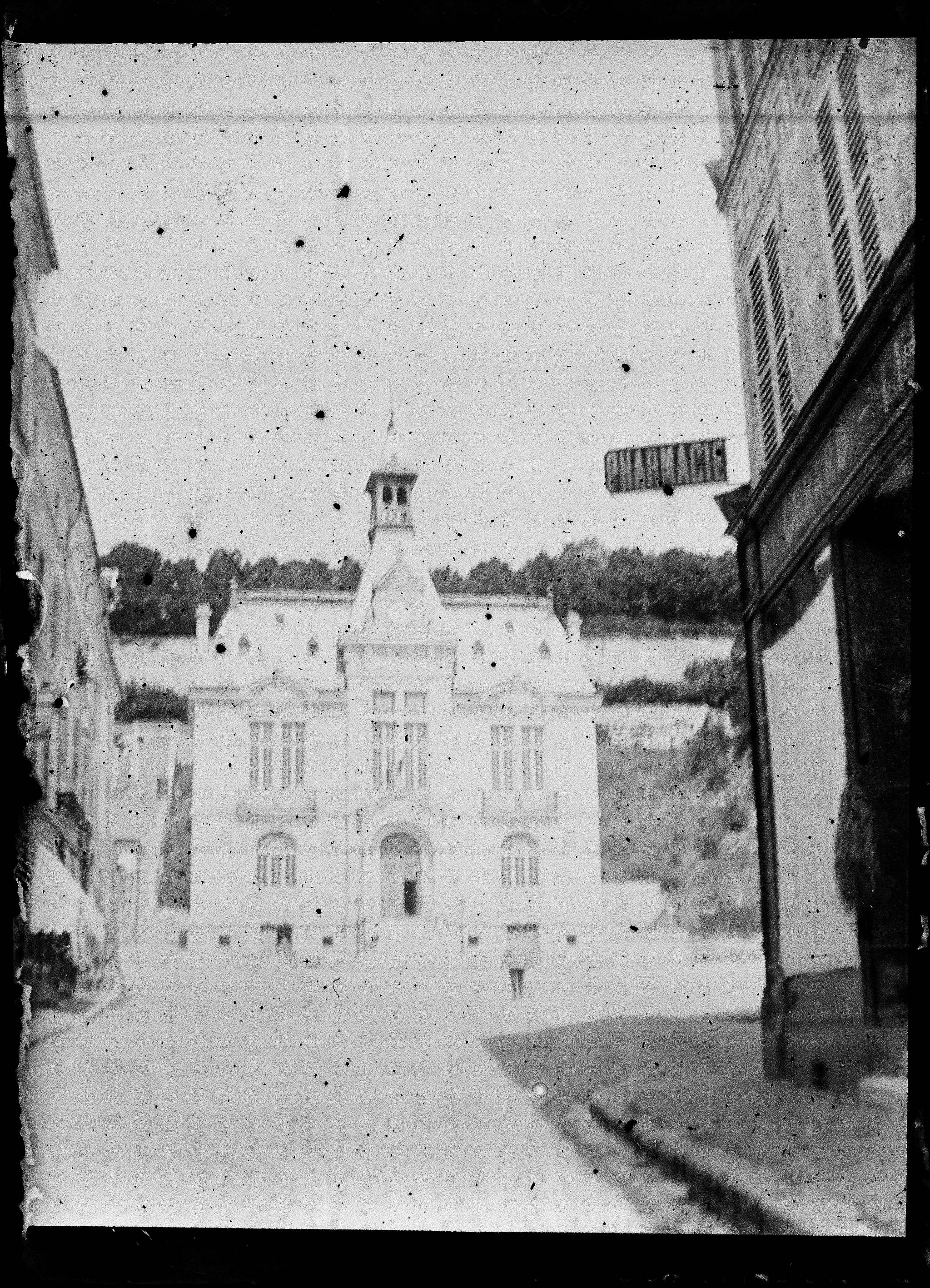
La mairie sur une photographie ancienne.

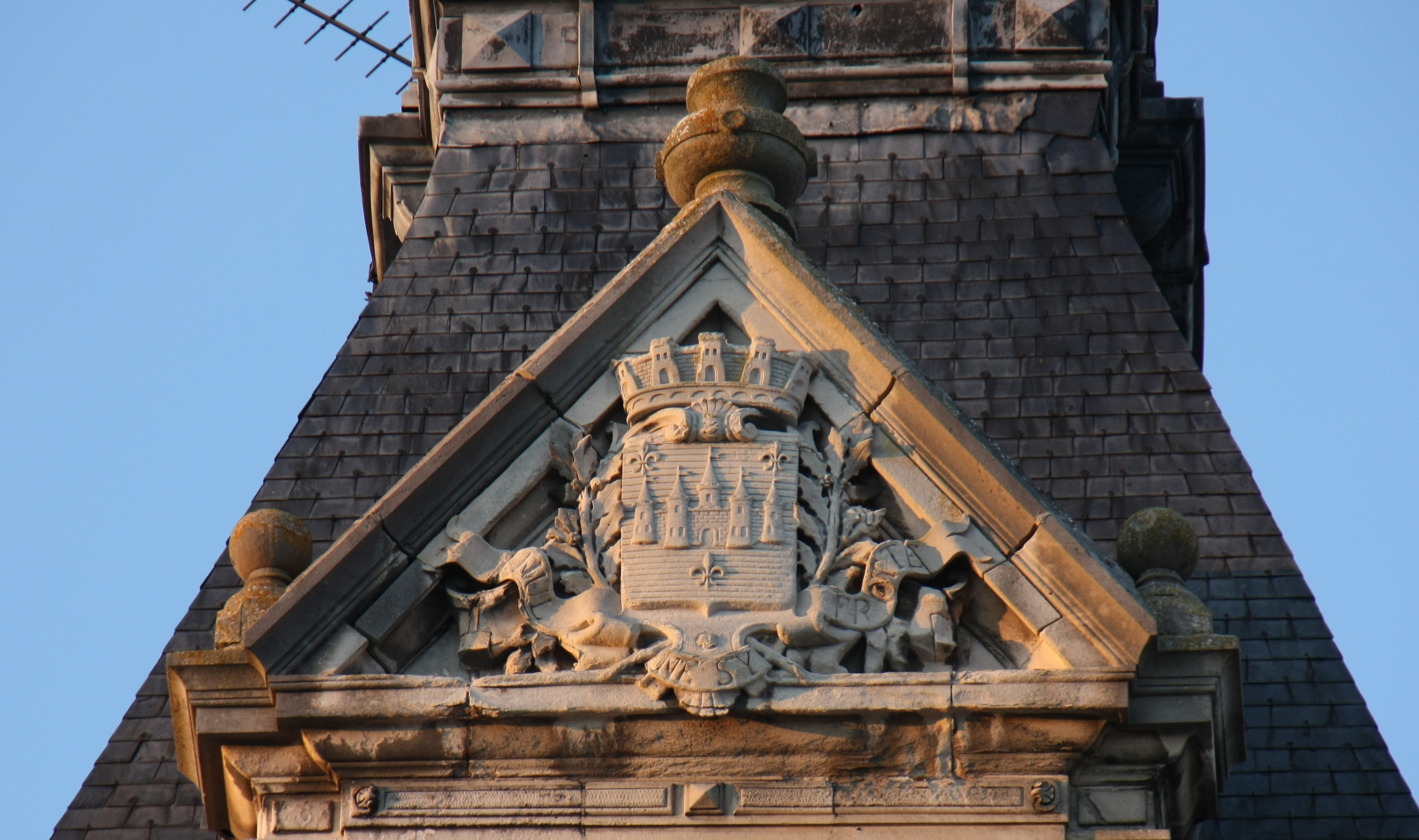
La devise de la ville au fronton de l'hôtel de ville : Nul ne s'y frotte.

L'hôtel de ville de Château-Thierry fut construit sur les plans de l'architecte Jean Bréasson ; il fut achevé en 1893 et inauguré le 15 mars 1893 par Raymond Poincaré, qui était alors le ministre de l'Instruction Publique. De style architectural néo-Renaissance, il remplace une bâtisse beaucoup plus petite, qui était partagée entre l'autorité politique municipale et l'autorité judiciaire.
Le monument est inscrit au titre des monuments historiques en 2005.

## Localisation
Il se situe sur la place de l'Hôtel-de-Ville, là où se trouvent le cinéma-théâtre, le marché couvert, le temple protestant, les imposants escaliers montant jusqu'au vieux château. C'est aussi sur cette place que se rejoignent la Grand-Rue, allant vers la maison natale de Jean de La Fontaine et la rue du Château, se dirigeant vers la Porte Saint-Pierre.

## Description
L'hôtel de ville clôt l'un des côtés de la place. Il est de style typique de l'architecture civile de la fin du XIXe siècle. Son escalier, le grand salon de mariage du premier et les deux salons du rez-de-chaussée son classés. Le plafond du premier étage est décoré par deux peintures de Jean-Eugène Buland. Dans le hall d'entrée est présenté le moteur de l'avion de Quentin Roosevelt.

## Galerie

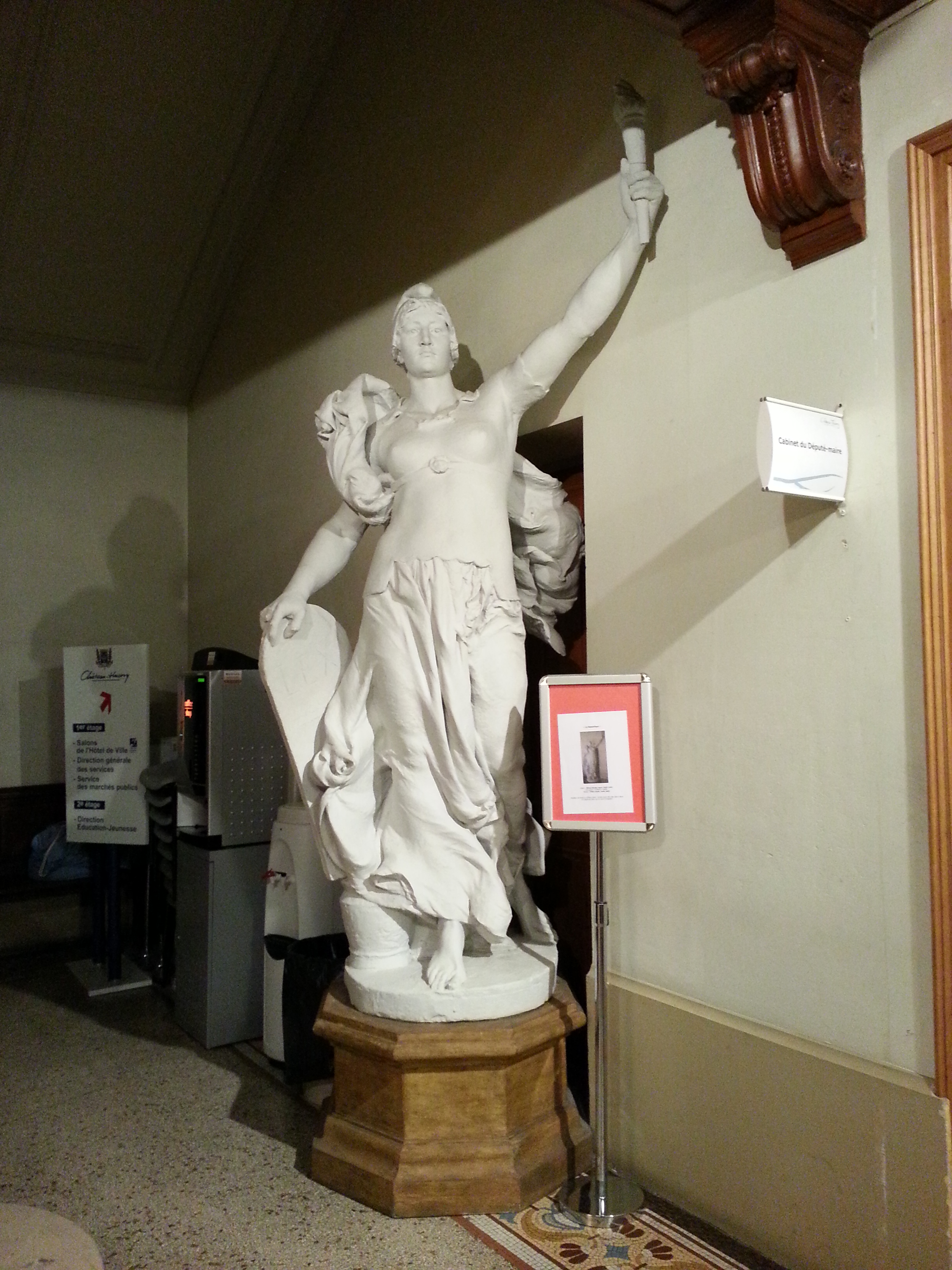
Statue Allégorie de la République d'Alfred Lenoir.
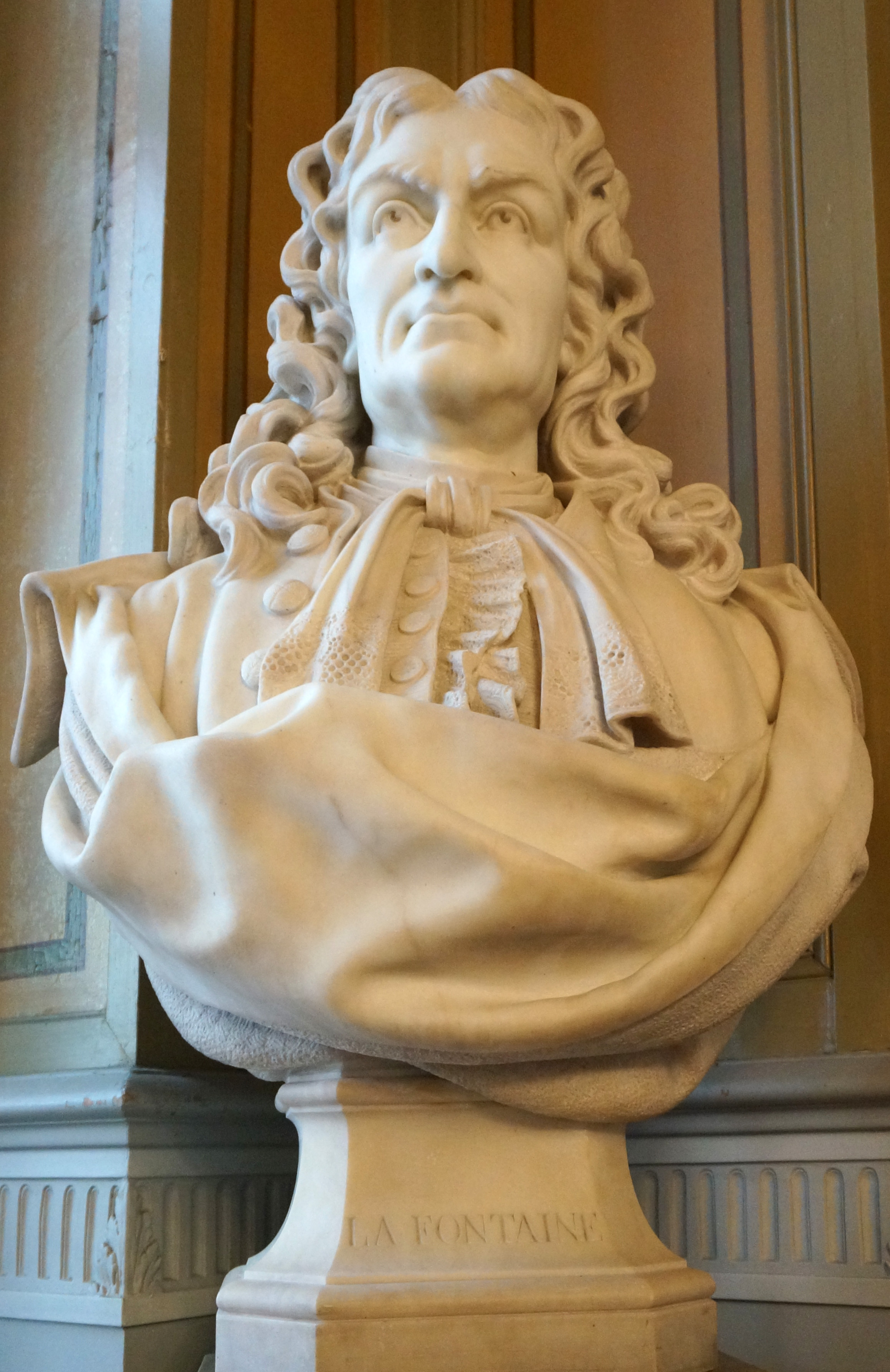
Buste de La Fontaine par Claude Vignon (1874).
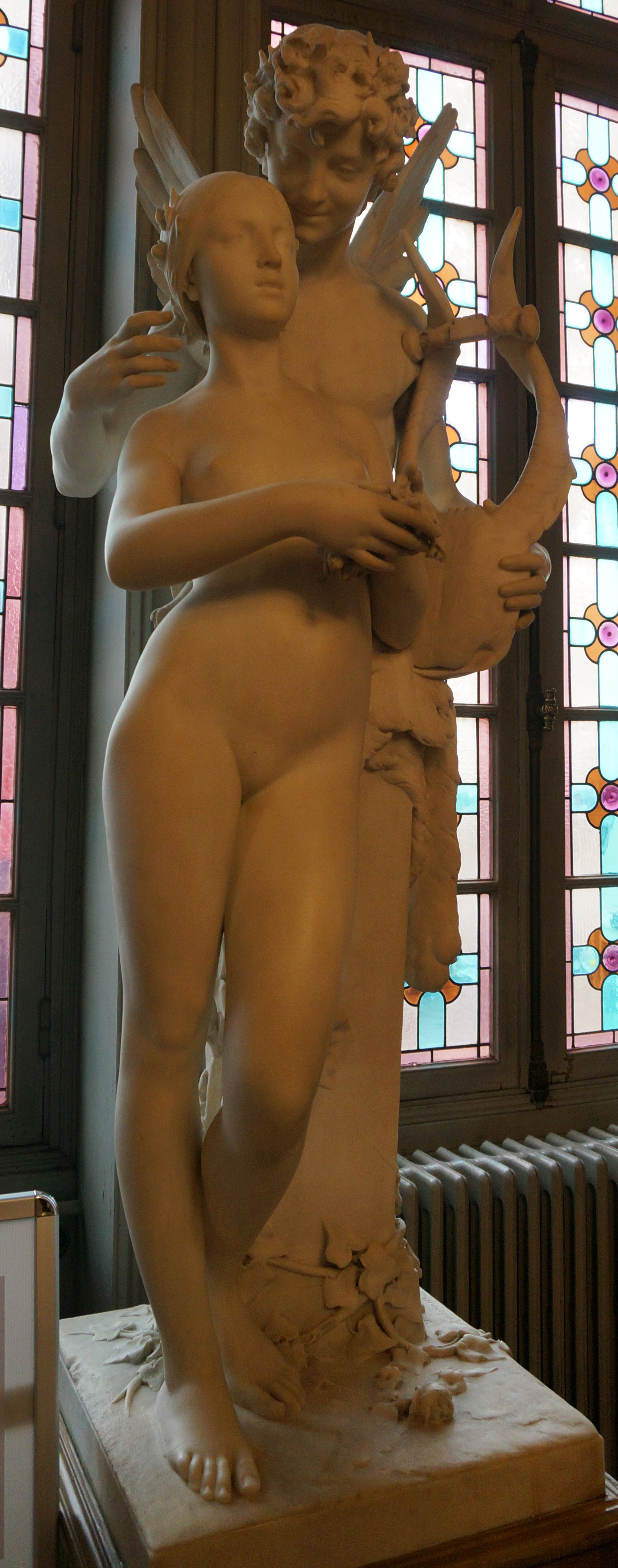
Le Printemps d'Alphonse-Amédée Cordonnier (1883).
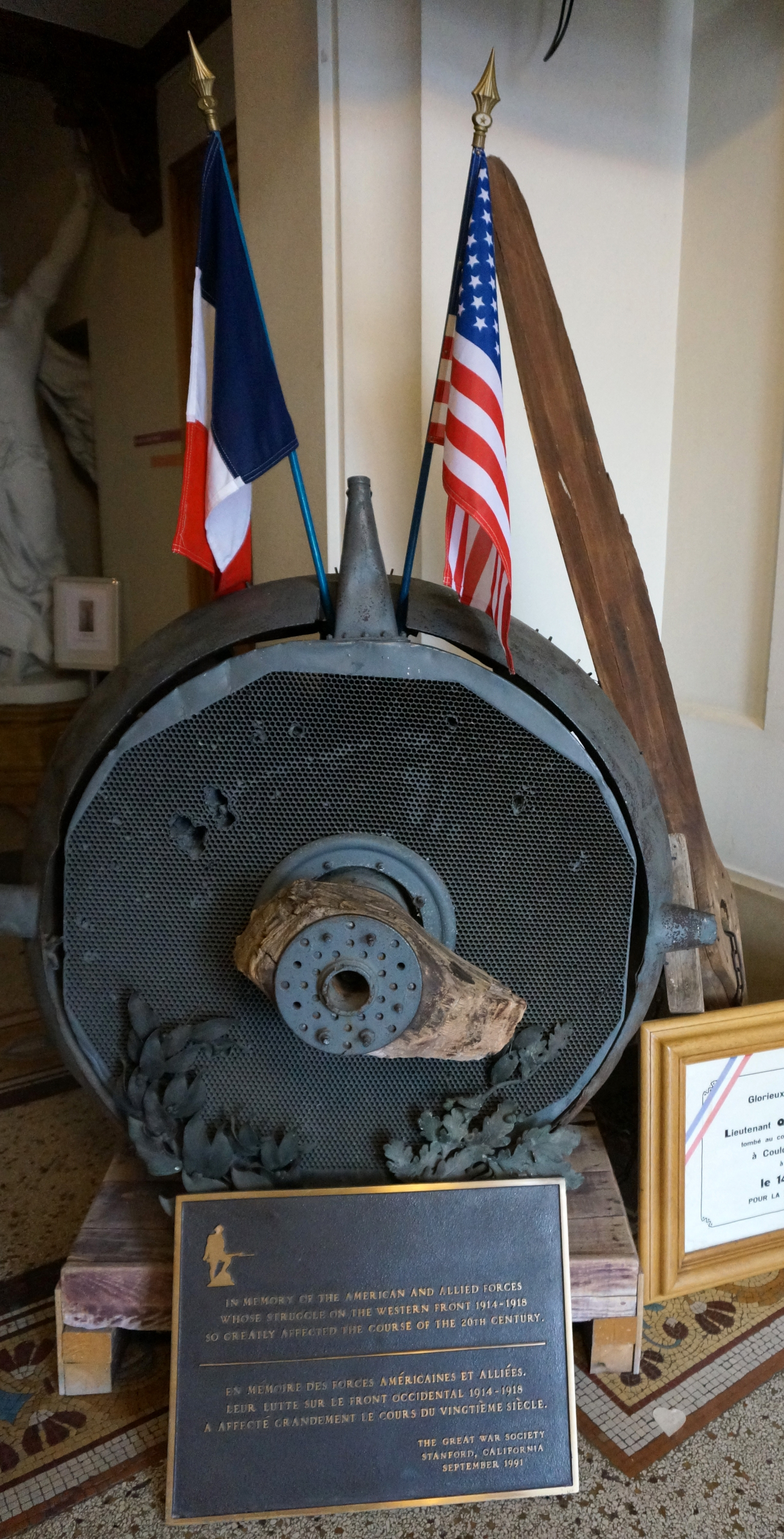
Moteur de l'avion de Quentin Roosevelt.

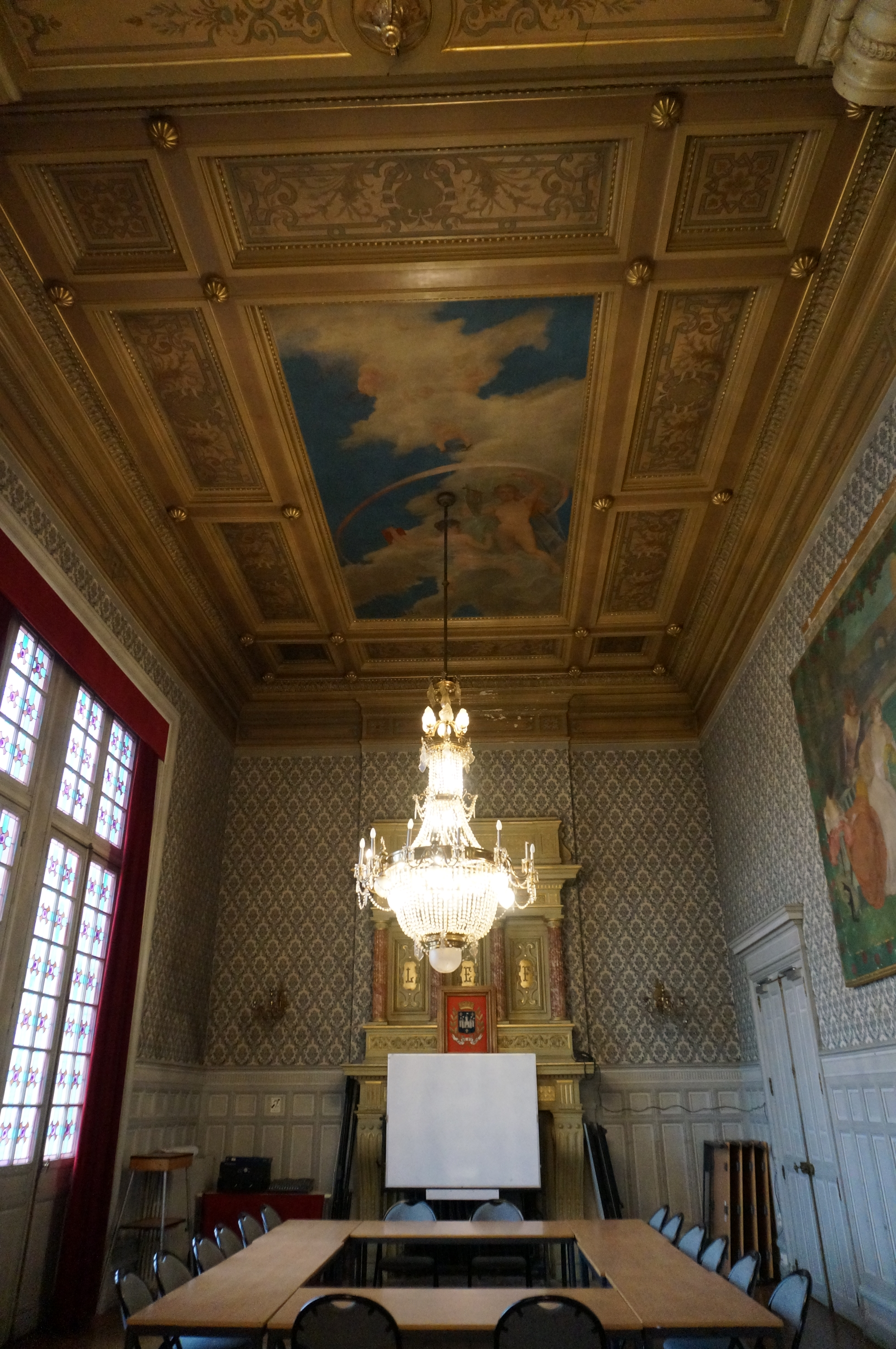
Salle des mariages.
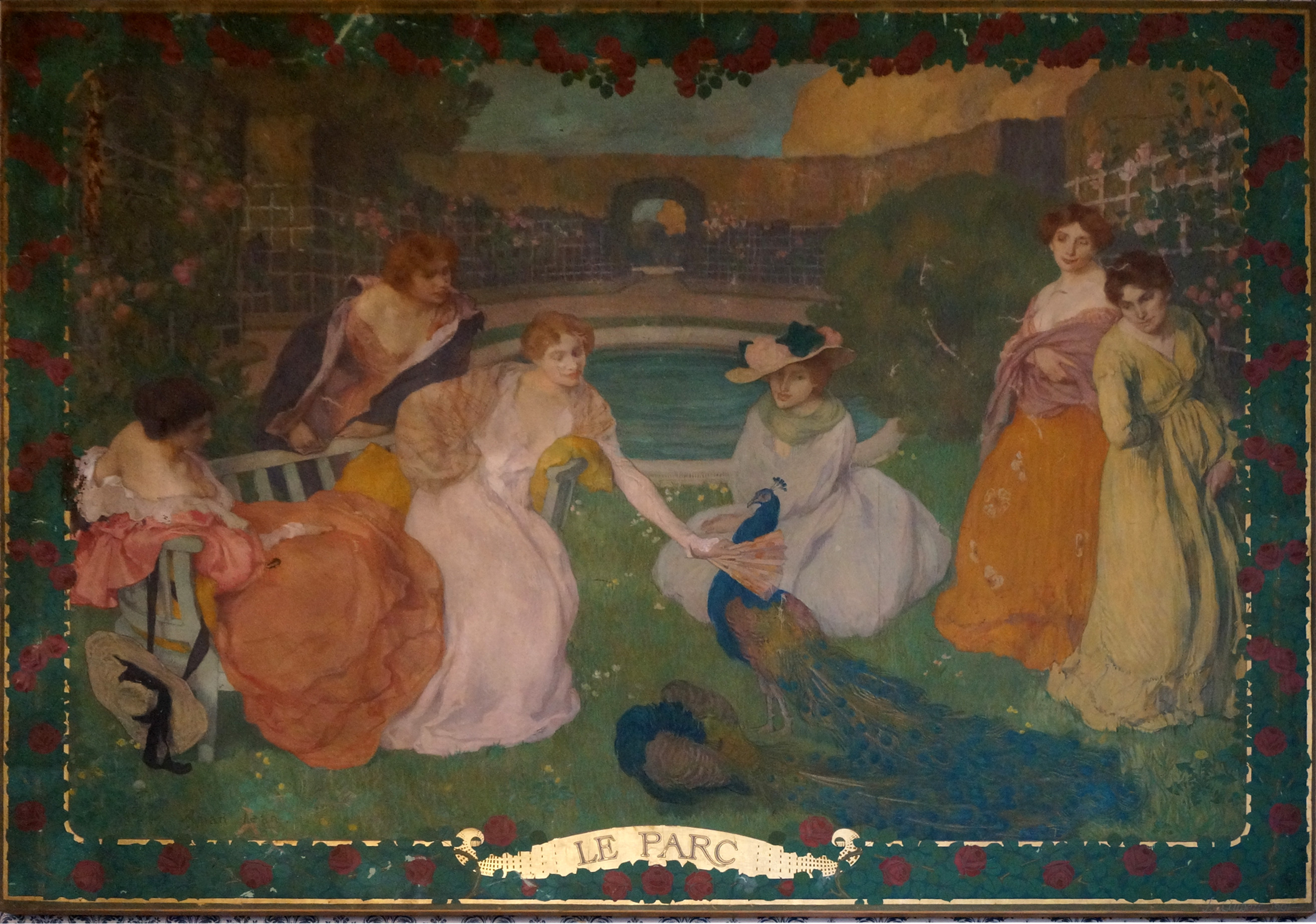
Le Parc d'Edmond Aman-Jean.
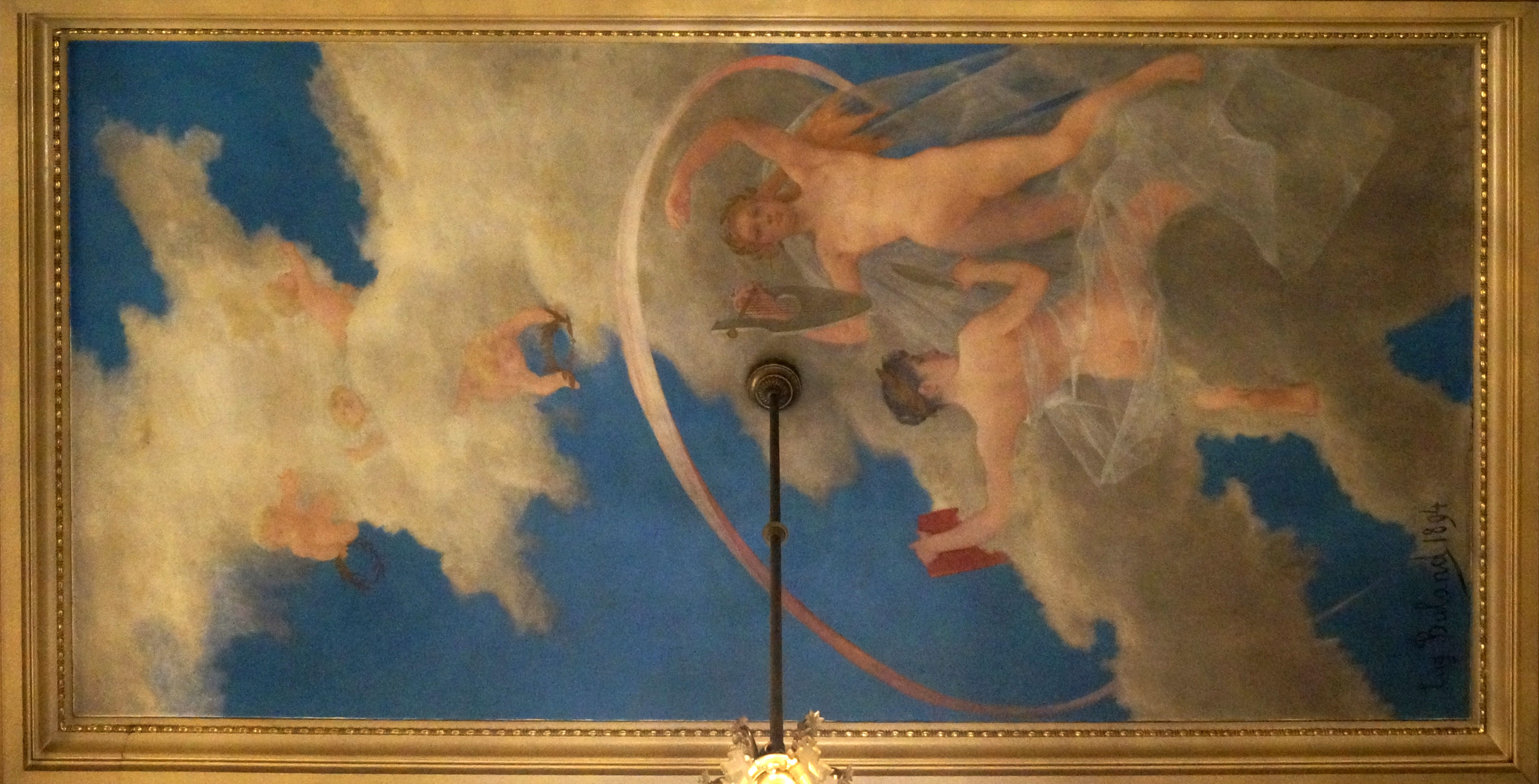
Plafond par Eugène Buland.
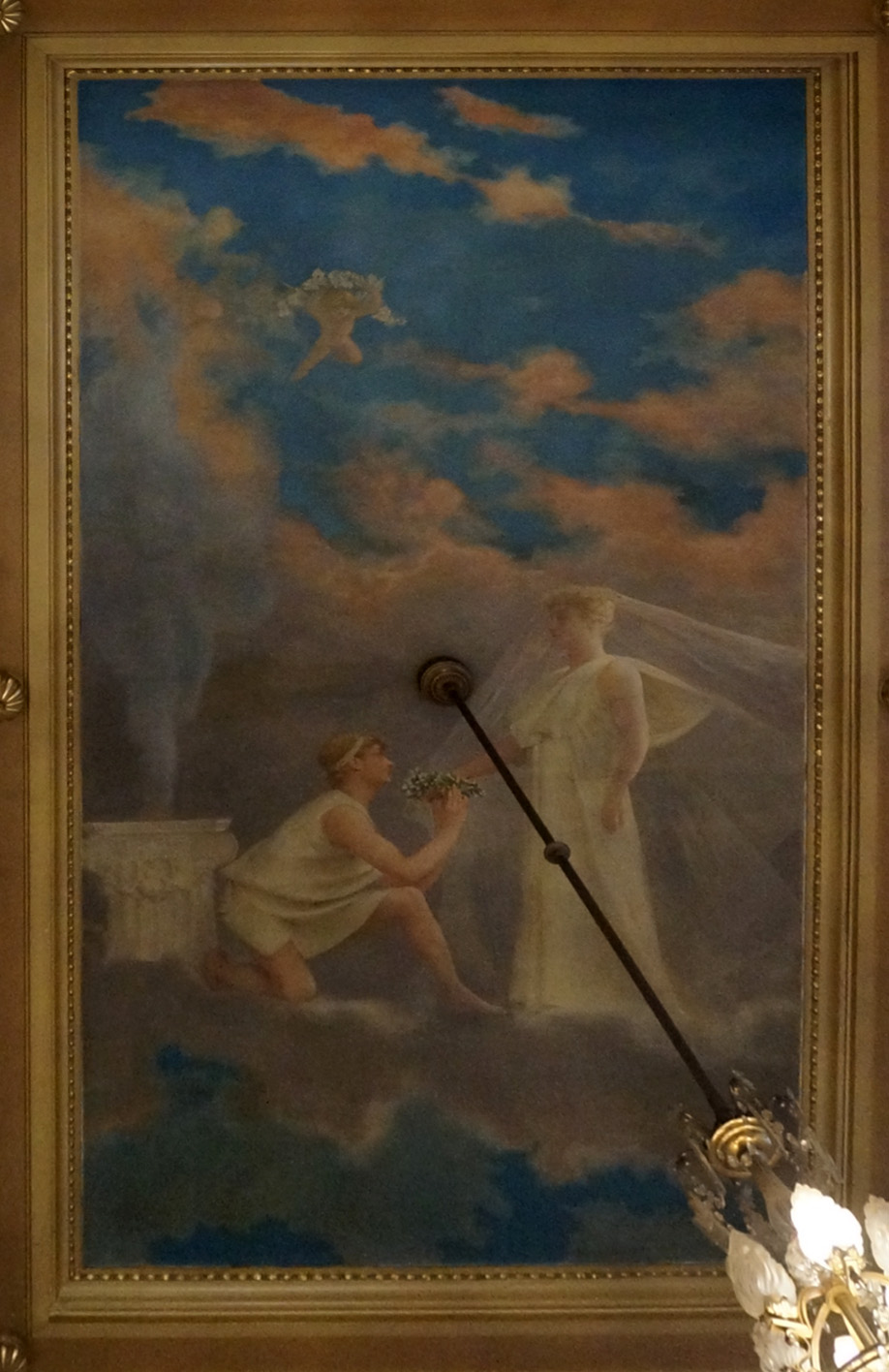
Plafond par Eugène Buland.
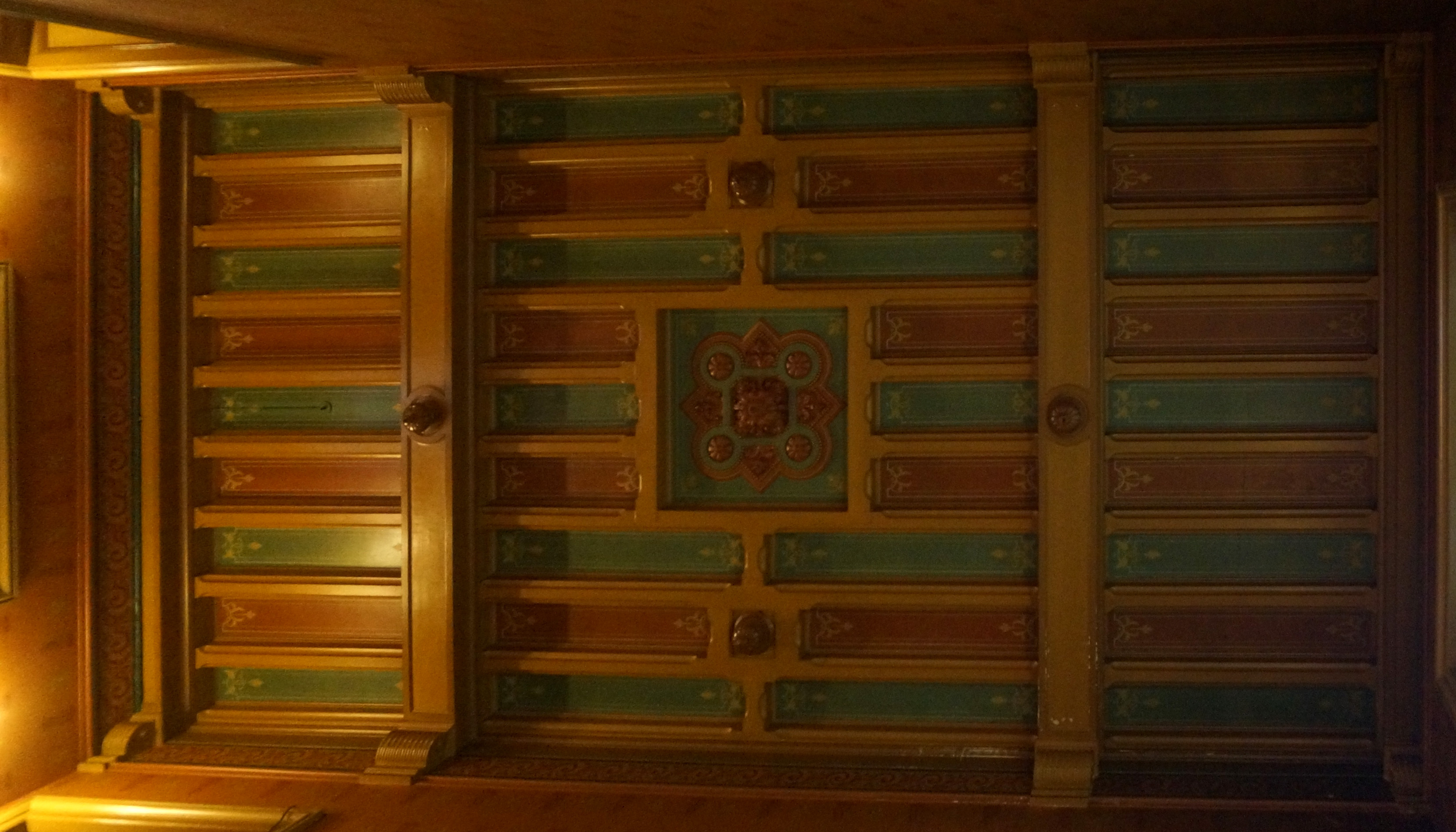
Plafond ouvragé.
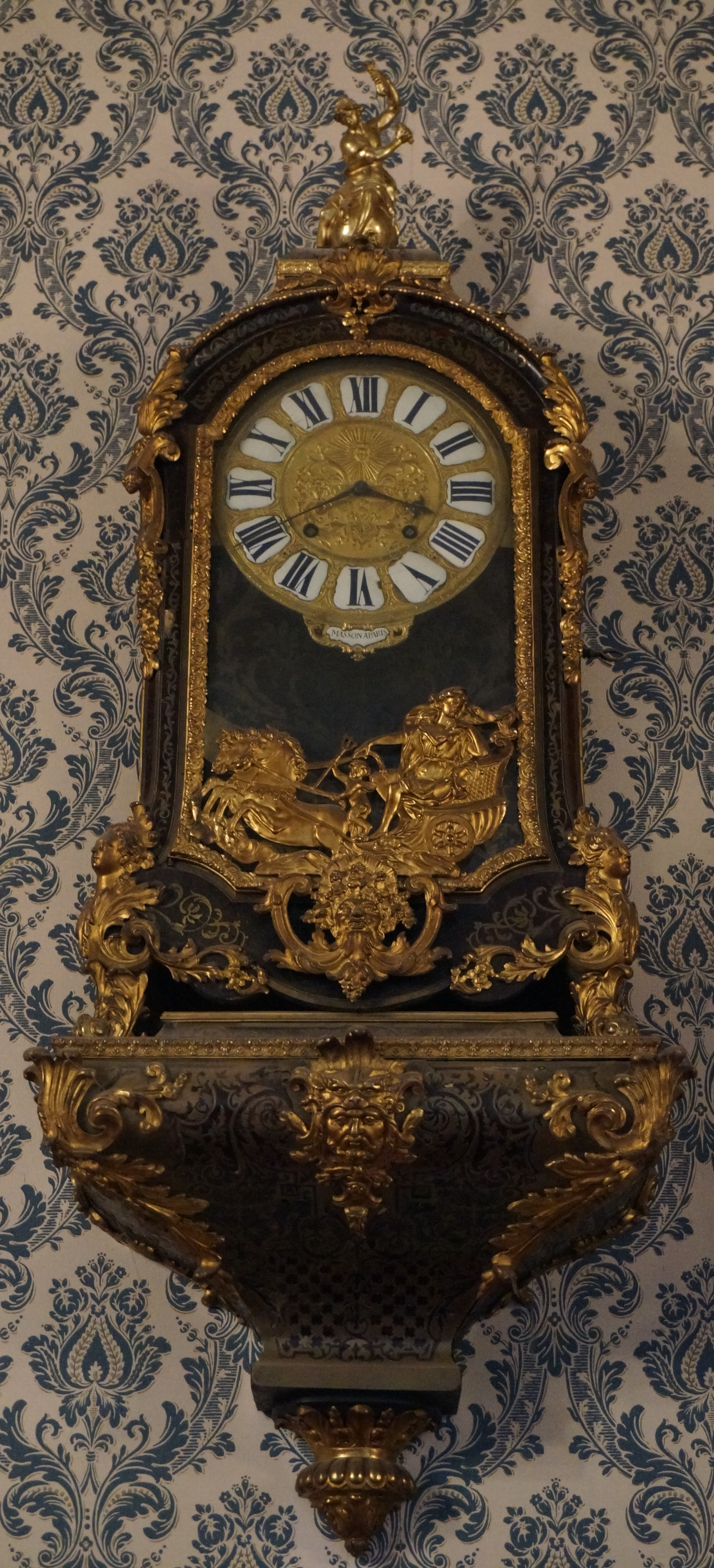
Horloge.